# Pilatus PC-7
Il Pilatus PC-7 (conosciuto anche come PC-7 Turbo Trainer) è un aereo da addestramento basico ad ala bassa e con un abitacolo a 2 posti in tandem, sviluppato dall'azienda aeronautica svizzera Pilatus Aircraft negli anni sessanta. Commercializzato dagli anni settanta viene impiegato anche per il volo strumentale ed acrobatico.

## Storia del progetto
Nei primi anni sessanta la Pilatus decise di iniziare lo studio di un nuovo addestratore basico per sostituire il P-3. Negli anni precedenti l'azienda svizzera aveva accumulato una buona esperienza nella conversione del PC-6 Porter con motore a pistoni nel PC-6 Turbo-Porter con un motore a turboelica, tanto da ritenere promettente un'analoga operazione sul suo aereo da addestramento basico con motore a pistoni P-3, sostituendo l'originario Lycoming O-435 con un Pratt & Whitney PT6A-20.
Il prototipo, identificato come P-3A, venne portato in volo per la prima volta il 12 aprile 1966, però durante le successive fasi di prove in volo il velivolo rimase distrutto in un incidente e l'azienda decise di sospendere il suo sviluppo.
Nel 1973 la Pilatus decise di riavviare il programma ottenendo un P-3 su cui intervenire per le modifiche dalle Forze aeree svizzere. Dopo l'installazione del motore turboelica il velivolo volò il 12 maggio 1975. Il programma successivo non si limitò all'adattamento della cellula originale al nuovo propulsore ma intervenne anche sulla velatura, adottando un'ala realizzata in un singolo blocco, e sulla fusoliera, che adottò un nuovo tettuccio a bolla che migliorava la visibilità. Le prestazioni e l'affidabilità ottenute con le ultime modifiche convinsero l'azienda ad avviarne la produzione.
Il primo esemplare di produzione in serie volò il 12 agosto 1978 e, dopo aver ottenuto la certificazione civile dalla Federal Office of Civil Aviation (FOCA) il 5 dicembre di quello stesso anno, iniziarono le consegne ai governi di Birmania e Bolivia.
Da questo momento in poi il Turbo-Trainer cominciò a mietere successi di vendita in numerose aviazioni militari di diversi paesi del mondo. L'addestratore elvetico annovera tra i suoi clienti, oltre alla Svizzera, anche forze aeree importanti, come quella dell'Iran, dell'Iraq e dei Paesi Bassi.
Il PC-7 è predisposto per accogliere fino a 1040 kg di carico bellico ripartito sui 6 attacchi subalari. Sulle ultime serie viene offerta l'opzione di seggiolini eiettabili leggeri del tipo Martin-Baker Mk.15.

## Utilizzatori

### Civili

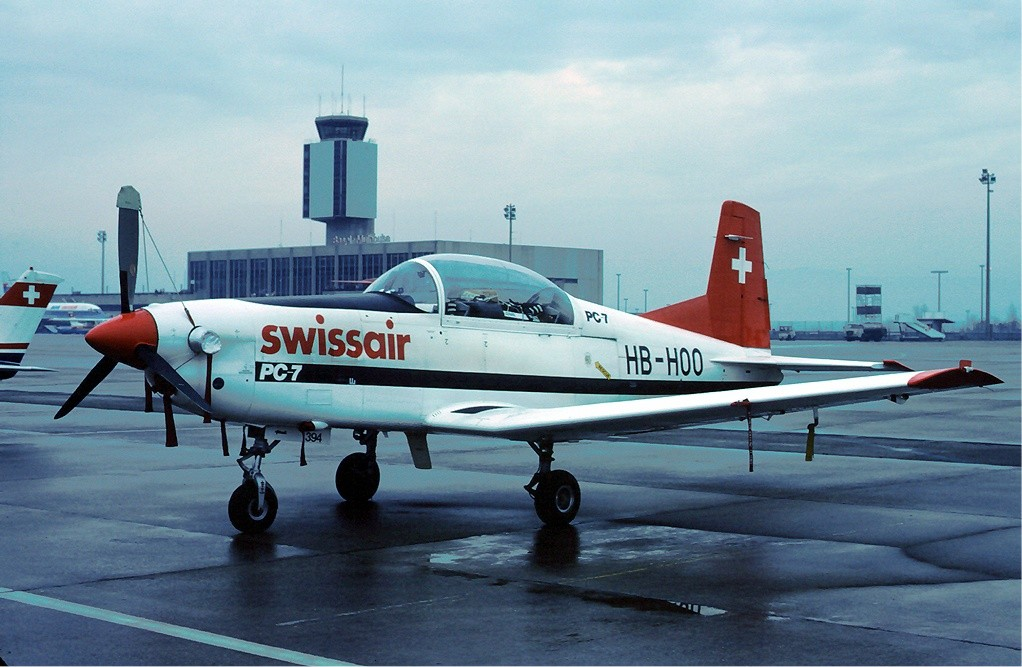
Un Pilatus PC-7 nella livrea della Swissair fotografato nel dicembre 1983 all'Aeroporto di Basilea-Mulhouse-Friburgo.

Svizzera
- Swissair

operò con più esemplari impiegati come aereo da addestramento e da collegamento.

### Militari
Angola

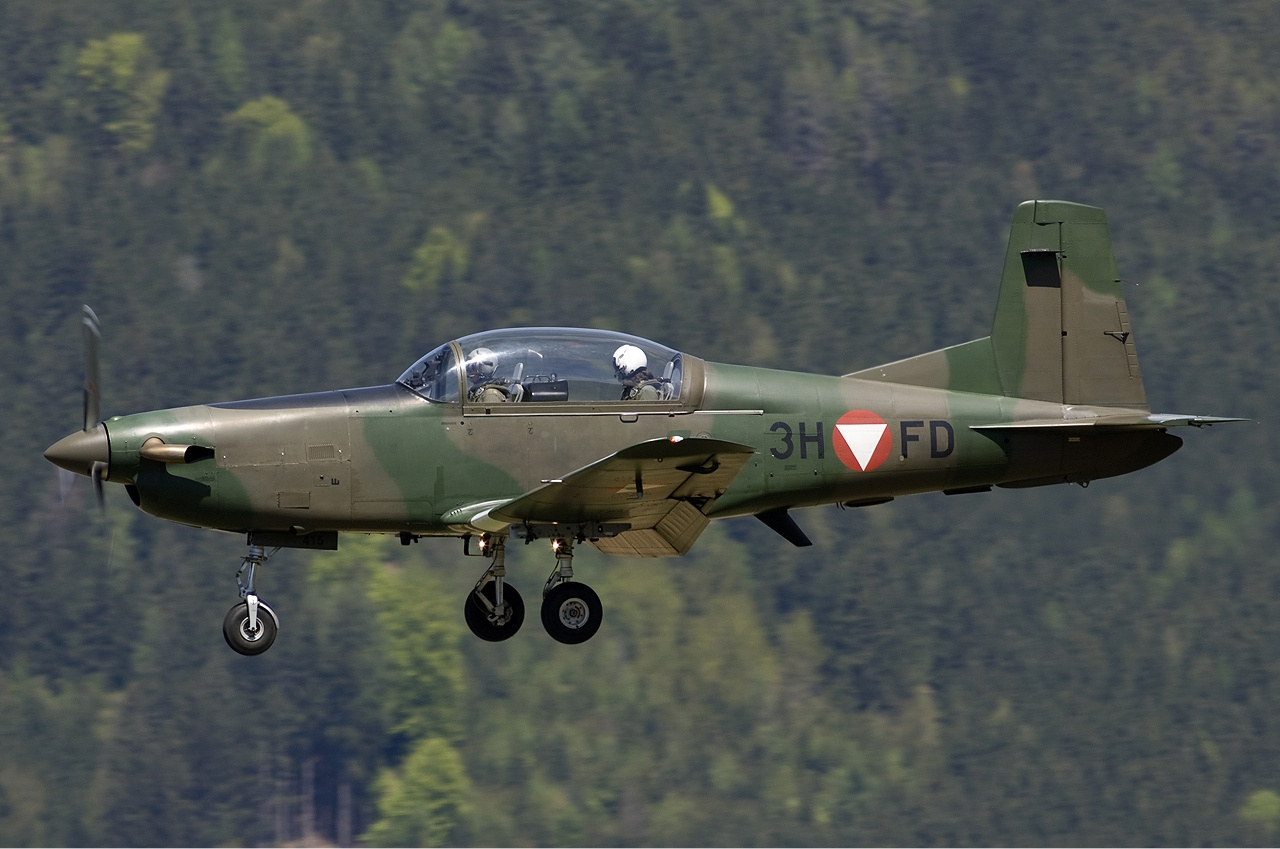
Il PC-7 "3H-FD" della austriaca Österreichische Luftstreitkräfte.

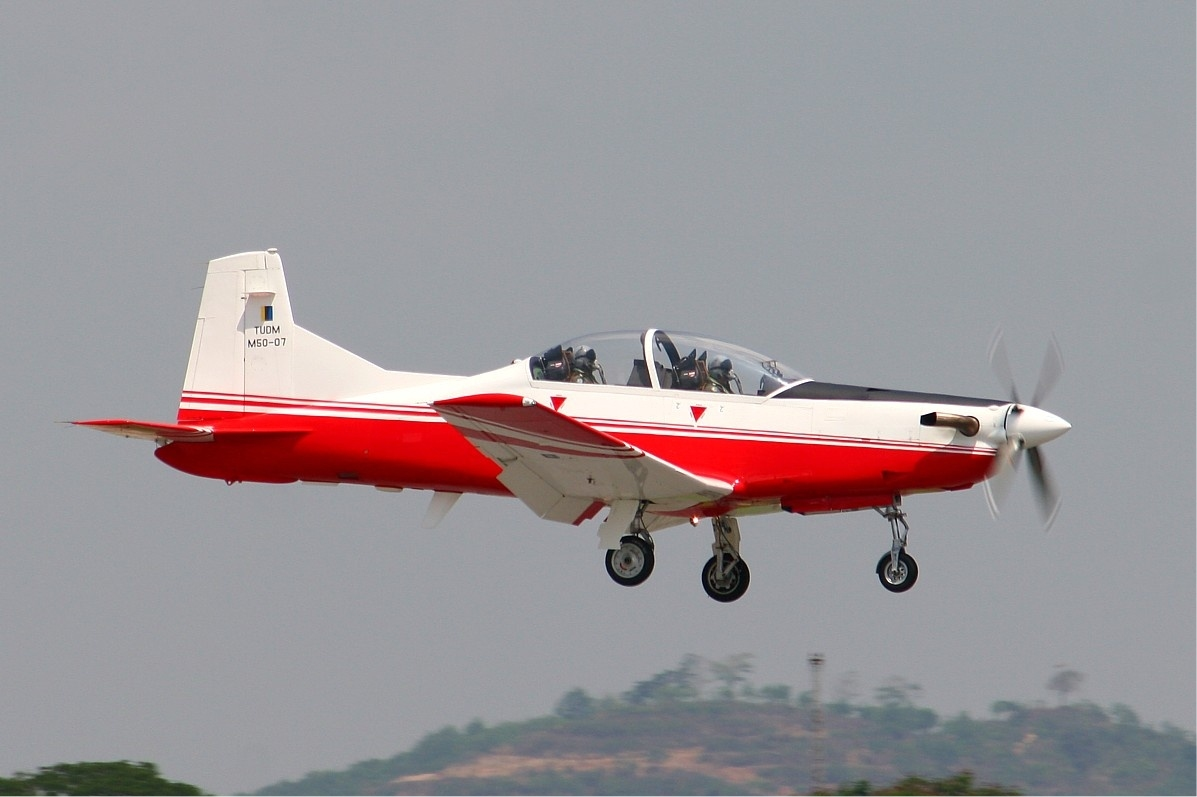
Un PC-7 nella livrea bianco-rossa della malese Tentera Udara Diraja Malaysia.

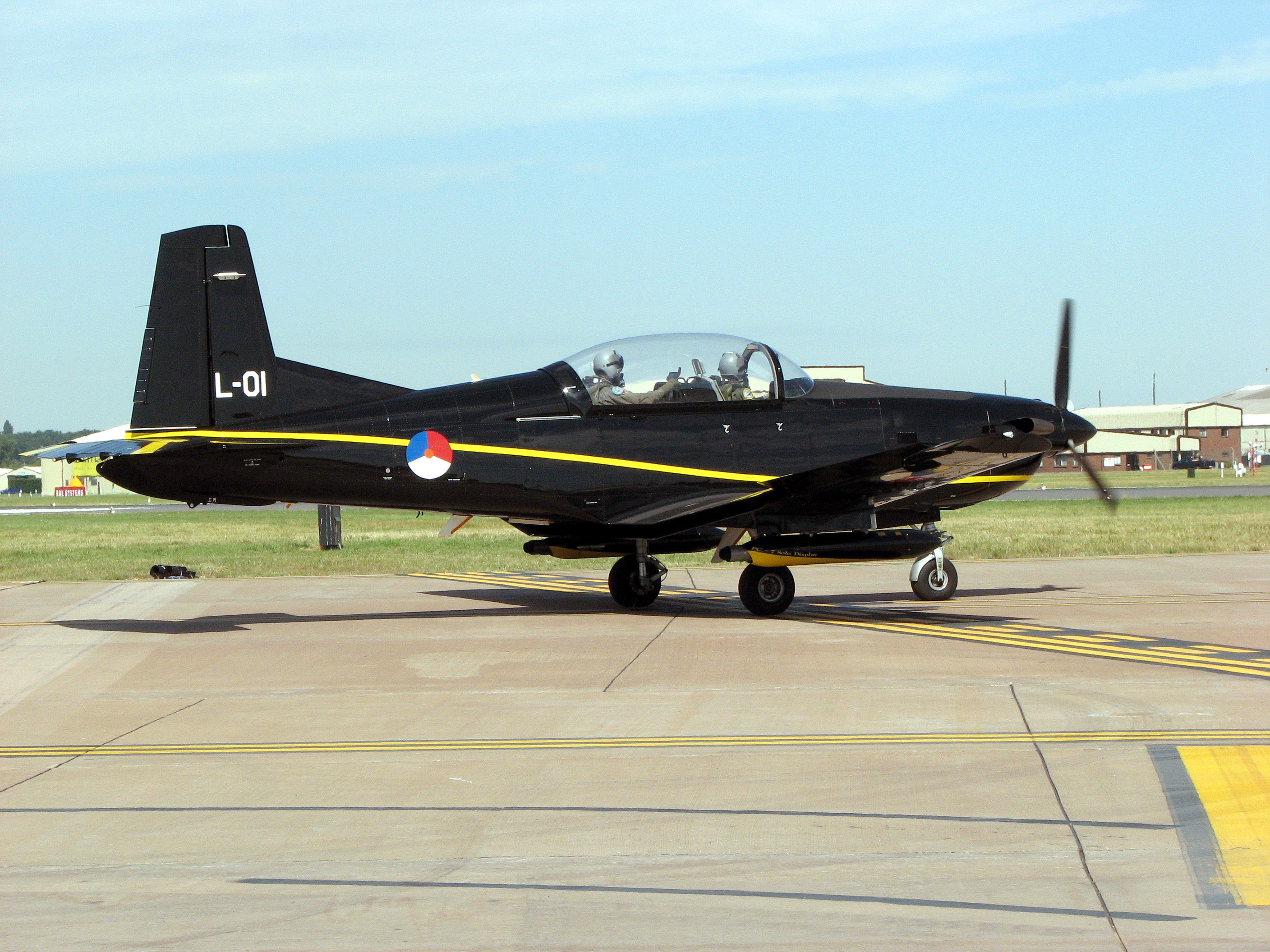
Un PC-7 con i colori dell'olandese Koninklijke Luchtmacht.

- Força Aérea Popular de Angola y Defesa Aérea y Antiaérea

Ad agosto 2015 risultavano in servizio 22 PC-7 (li impiega dal 1982).
 Austria
- Österreichische Luftstreitkräfte

13 PC-7OE in servizio al gennaio 2016, dei 16 consegnati a partire dal 1983.
 Birmania
- Tatmdaw Lei

18 PC-7T consegnati, 12 in servizio al dicembre 2016.
 Bolivia
- Fuerza Aérea de Bolivia

Dei 9 PC-7T consegnati ne restano in servizio, al gennaio 2017, 3 esemplari.
 Botswana
- Botswana Defence Force Air Wing

7 PC-7 di prima generazione consegnati dal 1990 e sostituiti con 5 nuovi PC-7 Mk.II consegnati alla fine del 2012.
 Brunei
- Angkatan Tentera Udara Diraja Brunei

4 PC-7 Mk.2 consegnati dal 1990 e tutti in servizio al maggio 2017.
 Ciad
- Force Aérienne Tchadienne

1 PC-7 in servizio al maggio 2018.
 Cile
- Armada de Chile

10 PC-7 Turbo Trainer furono acquistati nel settembre 1979 al fine di sostituire i Beechcraft T-34 Mentor. Un primo lotto di quattro aerei fu consegnato nel maggio 1980, un secondo lotto sempre di 4 aerei nel luglio dello stesso anno, mentre i due aerei rimanenti arrivarono nel marzo 1981. Essi ricevettero i codici da Naval 210 a Naval 219. Il VT-1 Instruction Squadron è dotato, all'agosto 2018, di 6 aerei, in quanto il Naval 210 fu perso in un atterraggio di emergenza nel luglio 1999, mentre il Naval 214 e il Naval 218 furono ritirati dal servizio e convertiti in gate guardians. Il Naval 211 non era operativo a luglio 2018, a causa di un incidente causato da un guasto al motore al momento del decollo che riportò danni strutturali minori all'elica e al carrello di atterraggio. L'aereo è stato riparato ed al gennaio 2019, riportando a 7 gli esemplari in servizio.
 Emirati Arabi Uniti
- Al-Quwwāt al-Jawiyya al-Imārātiyya

35 PC-7 consegnati, 31 in servizio all'ottobre 2019.
 Francia
- Armée de l'Air et de l'Espace

22 PC-7MK.X ordinati il 10 gennaio 2025, che saranno gestiti dalla filiale francese di Babcock International.
 Guatemala
- Fuerza Aérea Guatemalteca

12 PC-7T consegnati. 3 esemplari in organico all'aprile 2021, ma molto probabilmente solo uno in grado di volare.
 India
- Bhāratīya Vāyu Senā

75 Mk. II ordinati nel 2012 è tutti in servizio al settembre 2019. È stata esercitata un'opzione per ulteriori 38 esemplari.
 Iran
- Niru-ye Havayi-ye Artesh-e Jomhuri-ye Eslami-e Iran

35 PC-7B consegnati, 34 in servizio al novembre 2021.
 Malaysia
- Tentera Udara Diraja Malaysia

44 PC-7 Turbo Trainer ordinati nel triennio 1982-1984. Ulteriori 19 esemplari della versione PC-7 Mk-2 sono stati consegnati tra il 2001 e il 2007.
 Messico
- Fuerza Aérea Mexicana

74 PC-7 consegnati.
 Paesi Bassi
- Koninklijke Luchtmacht

13 PC-7M in servizio dal 1988, dal 2017 sono stati aggiornati nella strumentazione sostituendo il cockpit analogico con uno digitale, e saranno sostituiti nel 2027. Ulteriori 8 PC-7 Mk.X selezionati il 15 ottobre 2024 ed ordinati ufficialmente l'8 febbraio 2025.
 Sudafrica
- Suid-Afrikaanse Lugmag

opera con 60 PC-7 Mk.II M.
 Suriname
- Surinaamse Luchtmacht

opera con 2 PC-7.
 Svizzera
- Forze Aeree Svizzere

40 PC-7 consegnati tra il 1982 e il 1984, sottoposti ad aggiornamento del cockpit tra il 2005 e il 2009 e ridenominati NCPC-7.
 Uruguay
- Fuerza Aérea Uruguaya

5 PC-7U in servizio al maggio 2022.

#### Passati
Bophuthatswana
- Bophuthatswana Air Force

operò con due esemplari dal 1989, in seguito trasferiti al Sudafrica ed alla fine ritornati in possesso della Pilatus.
 Francia
- Armée de l'air

operò con 5 dal 1991, tutti dismessi.
  Iraq
- Al-Quwwat al-Jawwiyya al-'Iraqiyya

operò con 52 esemplari dal 1980, tutti dismessi.
 Nigeria
- Nigerian Air Force

operò con 2 esemplari dal 1980, tutti dismessi.

## Velivoli comparabili
Cile
- Enaer T-35 Pillán

 Giappone
- Fuji T-7

 Jugoslavia
- Utva Lasta

 Stati Uniti
- Beech T-34 Mentor

 Svizzera
- Pilatus PC-9

### Riviste
- (EN) The Svelte Switzer ... Pilatus' Turbo Trainer, in Air International, Vol. 16, No. 3, settembre 1979,  pp. 111-118.